# Scathophaga calceata
Scathophaga calceata är en tvåvingeart som beskrevs av Ozerov 2008. Scathophaga calceata ingår i släktet Scathophaga och familjen kolvflugor.
Artens utbredningsområde är Nepal. Inga underarter finns listade i Catalogue of Life.